# Самарська сільська рада (Локтівський район)
Сама́рська сільська рада (рос. Самарский сельский совет) — сільське поселення у складі Локтівського району Алтайського краю Росії.
Адміністративний центр та єдиний населений пункт — село Самарка.

## Населення
Населення — 546 осіб (2019; 721 в 2010, 839 у 2002).